# Гелена Аполонія Масальська
Гелена Аполонія Потоцька (з дому Масальська, у першому шлюбі де Лінь) власного гербу (9 лютого 1763 — 31 жовтня 1815, Париж, Франція) — польська аристократка і мемуаристка.

## Життєпис
Гелена народилася 9 лютого 1763 року як дочка Юзефа Адріана Масальського, надвірного литовського підскарбія та Антоніни з князів Радзивіллів. Вона втратила батька в дитинстві (1770) і нею опікувався дядько Ігнацій Масальський, єпископ вільнюський. За порадою с. Джеффрін виховувалася у Франції, на монастирській пенсії в Аббае-Окс-Буа (цистерціанський монастир у нинішньому 7-му окрузі Парижа). У віці менш як 17 років (29 липня 1779 р.) вона вийшла заміж за паризького принца Шарля Жозефа Емануеля де Ліня (1759—1792). Жила в Брюсселі, повернулася до Парижу (з 1784), а потім у Відні (з 1786). Через два роки (1788) вона залишила свого чоловіка та дитину (2-річну доньку Сидонію), поїхавши до Варшави. Тут же вона незабаром зустріла Вінцентія Потоцького (1749—1825), підкоморія великого коронного. У 1792 р. (після смерті князя де Ліня) довела до розлучення Потоцького з Анною з Мицельських і незабаром вийшла заміж за нього. Спочатку вона жили в маєтку свого чоловіка (Ковалівка близько Немирова), а потім у Санкт-Петербурзі, а ще згодом — у Бродах, щоби знову оселитись у Парижі майже за 20 років потому.
Її єдина дочка від першого шлюбу, Сидонія Францішка де Лінь (1786—1828), вийшла заміж за свого пасинка, графа Францішека Станіслава Потоцького (1788—1853).

## Творчість

### Спогади
- Спогади, фрагменти за ред. Л. Перей (L. Herpin) у: Histoire d'une grande dame au XVIII siècle. (1). La Princesse Hélène de Ligne, Париж 1887; наступне видав.: вид. 7 Париж 1887; вид. 9 Париж 1888 р .; вид. 11 Париж 1888 р .; вид. 15 Париж 1889 р .; Париж 1894; Париж 1923—1924 (т. 1-2); переклад польський уривок: «Щомісячне доповнення щотижневого огляду» 1887, т. 1; «Ілюстрований щотижневик» 1887, т. 9, № 224—227; «Читальня» 1888, т. 2.
- Аполонія Гелена Масальська, Щоденники школярки. Записки з часу навчання в Парижі (1771—1779), вступ та редакція Малгожата Єва Ковальчук, переклад з фран. Анна Пікор-Пулторак, Краків: Академічна книгарня, 2012.

### Листи
Листування, уривки з ред. Л. Перей (L. Herpin) у: Histoire d'une grande dame au XVIII siècle. (1). La Princesse Hélène de Ligne, Париж 1887 та видавн. наступне (2). La Comtesse Hélène Potocka, Париж 1888 та видав. наступне; переклад польського фрагменту: «Ілюстрований щотижневик» 1887, т. 9, № 224—227; «Читальня» 1888, т. 2-3.